# Eccidio di Vinca
L'eccidio di Vinca fu un crimine contro l'umanità avvenuto tra il 24 e il 27 agosto 1944 nel piccolo borgo di Vinca e in altre frazioni ai piedi delle Alpi Apuane. Responsabili del massacro furono le Schutzstaffel dell'Aufklärungs-Abteilung 16 ("Reparto esplorante 16"), del 16. SS-Flak-Bataillon, del SS-Panzer-Grenadier-Regiment 35 della 16. SS-Panzergrenadier-Division "Reichsführer-SS", i soldati della 20. Luftwaffen-Feld-Division e i militi della XL Brigata Nera "Vittorio Ricciarelli" di Livorno.
Il massacro fu ordinato dal SS-Gruppenführer Max Simon, il quale ne incaricò della realizzazione l'SS-Obersturmbannführer Helmut Looß, capo della sicurezza della 16. SS-Panzergrenadier-Division "Reichsführer-SS". Sul campo le operazioni vennero dirette dallo SS-Sturmbannführer Walter Reder, già resosi responsabile degli eccidi di Nozzano, Sant'Anna di Stazzema e San Terenzo Monti, e che nelle settimane seguenti compirà le stragi di Marzabotto e Bergiola Foscalina.

## Gli antefatti
Il 18 agosto 1944 un automezzo tedesco in transito lungo la strada Monzone-Vinca, nel versante settentrionale delle Alpi Apuane, cadde in un'imboscata partigiana. Nello scontro che ne seguì rimase ucciso un ufficiale tedesco. I nazisti, preoccupati dalla crescente attività della Resistenza apuana, decisero così di attuare un grande rastrellamento per mantenere sotto controllo il settore occidentale della Linea Gotica, all'interno del quale si trovava appunto il borgo di Vinca. Le modalità scelte furono le medesime impiegate solo qualche settimana prima a Sant'Anna di Stazzema, ovvero attuando una tremenda rappresaglia nella strategia generale di tenere sotto controllo con il terrore la popolazione civile. Il 21 agosto successivo, presso il comando tedesco di Massa, il generale Max Simon incaricò l'SS-Obersturmbannführer Helmut Looß della progettazione di una vasta offensiva anti-partigiana che interessasse il versante settentrionale delle Alpi Apuane. Looß elaborò così un rastrellamento su vasta scala grazie ad una buona conoscenza del territorio e alle informazioni fornite ai nazisti da alcune spie fasciste locali. Obbiettivo primario del piano fu proprio il piccolo borgo di Vinca, situato nell'impervia valle del Lucido, sulle pendici occidentali del Pizzo d'Uccello. A capo delle operazioni venne messo lo SS-Sturmbannführer Walter Reder, che già alcune settimane prima aveva guidato la strage di Sant'Anna di Stazzema. Due giorni dopo i comandi tedeschi organizzarono una seconda riunione durante la quale furono assegnati a Reder per lo svolgimento delle operazioni gli uomini dell'Aufklärungs-Abteilung 16 ("Reparto esplorante 16"), del 16. SS-Flak-Bataillon e del SS-Panzer-Grenadier-Regiment 35, tutti inquadrati all'interno della 16. SS-Panzergrenadier-Division "Reichsführer-SS". Al comando di Reder vennero inoltre assegnati i soldati della 20. Luftwaffen-Feld-Division e circa trecento elementi della XL Brigata Nera "Vittorio Ricciarelli" di Livorno, noti anche come i Mai Morti, comandati dal colonnello Giulio Lodovici.

## Il massacro
Alle prime ore del mattino del 24 agosto 1944 una forza di circa 1500 uomini, tra tedeschi e fascisti, e suddivisa in vari scaglioni lasciò Carrara, Castelpoggio, Massa, Fosdinovo e la Garfagnana per convergere verso la valle del Lucido ed il paese di Vinca. Le truppe nazifasciste, dotate di oltre cinquanta automezzi e di un cannone raggiunsero la zona sia dalla strada che dalle mulattiere e dai sentieri sulle Apuane. Durante la marcia vennero rastrellati e razziati i borghi di Equi Terme, Tenerano, Viano, Campiglione, Vezzanello, Gallogna, Corsano, Lorano e Cecina. Mentre le truppe nazifasciste transitavano nei pressi di Gragnola, allora frazione di Fosdinovo, vennero attaccate da una squadra partigiana. Il breve scontro a fuoco si risolse in pochi minuti e terminò senza vittime. Ciò nonostante, una volta raggiunta Gragnola i tedeschi fecero rastrellare l'abitato ai fascisti e fecero fucilare nove uomini. Poco dopo i tedeschi bruciarono il villaggio di Monzone. Lasciato in macerie anche questo borgo i nazisti della 1ª compagnia del "Reparto esplorante 16" penetrarono nell'alta valle del Lucido e circondarono il borgo di Vinca. Qui nel frattempo gli uomini, sapendo di quanto accaduto qualche giorno prima a Sant'Anna di Stazzema, erano fuggiti nei boschi e sulle montagne vicine. Nel pomeriggio i tedeschi iniziarono a massacrare tutti coloro i quali erano rimasti nel villaggio poiché non erano riusciti a fuggire, come anziani ed invalidi. Per evitare poi che gli abitanti del villaggio potessero fuggire verso il mare valicando le Apuane i comandi nazisti avevano programmato anche un fronte d'attacco da sud. I villaggi di Bedizzano, Miseglia e Colonnata, situati sulle alture di Carrara, vennero così bombardati ed incendiati. Nel comune di Massa invece furono pesantemente rastrellate le vallate del Frigido e dei Canali. In quest'ultima valle i fascisti della Xª Flottiglia MAS, che coadiuvavano i tedeschi nelle operazioni, uccisero undici civili nella frazione di Guadine, poi data alle fiamme. Lo stesso reparto poco dopo bruciò anche i villaggi di Gronda, Redicesi e Resceto. Tra le vittime di questa prima giornata dell'eccidio si registrò anche il parroco di Vinca, don Luigi Ianni che, dopo essere ritornato in paese per assistere e salvare quanti erano alla mercé dei nazifascisti venne arrestato dai tedeschi insieme al padre e tradotto a Monzone. Qui, sempre insieme all'anziano genitore, venne fucilato dalla Brigata Nera.
Il giorno seguente, il 25 agosto, la vallata di Vinca fu raggiunta anche dalla 2ª e 3ª compagnia del "Reparto esplorante 16", con al comando Walter Reder in persona, e dai fascisti della Brigata Nera. L'obbiettivo infatti era quello di attuare un meticoloso rastrellamento per eliminare ogni forma di resistenza e più in generale di presenza umana. Già alle prime ore del mattino i tedeschi avevano ucciso a Castelpoggio sette civili. Una volta poi ritornati nella vallata del Lucido i nazifascisti iniziarono a cercare e ad ammazzare nei boschi, nelle cavità naturali e negli anfratti delle alture circostanti Vinca tutti coloro i quali il giorno prima erano fuggiti cercando la salvezza. Particolarmente spietati e crudeli, come emergerà nelle testimonianze del processo tenutosi a Perugia nel 1950, si riveleranno i militi della XL Brigata Nera, i quali non esitarono ad assassinare donne e bambini mentre quest'ultimi cercavano di scampare al massacro nascondendosi e scappando. Il livello impressionante di violenza e crudeltà raggiunto fu testimoniato anche dal fatto che una donna fu ritrovata impalata (Ercolina Papa), un'altra (Alfierina Marchi), incinta, sventrata ed suo feto messole tra le braccia, e che una bambina (Annunziata Battaglia) fosse stata lanciata in aria e uccisa dopo essere stata usata come bersaglio per un brutale tiro a segno dai fascisti. Una volta compiuto il massacro i nazifascisti si dedicarono al saccheggio e all'incendio dell'abitato.  La zona delle Alpi Apuane era conosciuta per essere sotto il controllo dei partigiani, essendo i vari valichi spesso percorsi dalle staffette che permettevano il collegamento con le squadre presenti sugli altri versanti.
Il 26 agosto i nazifascisti vennero attaccati dai partigiani sul Monte Sagro, cosa che li tenne impegnati per tutto il giorno e risparmiò momentaneamente a Vinca e ai suoi abitanti altri lutti e distruzioni. Il 27 agosto, quando degli abitanti che erano riusciti a rifugiarsi altrove tornarono in paese per cercare cibo, seppellire i morti e salvare quanto potevano dalle case in fiamme, vennero colti di sorpresa dall'improvviso ritorno dei tedeschi e dei fascisti. Ucciso quindi anche questo terzo gruppo di persone i nazifascisti depredarono e incendiarono nuovamente il villaggio. I superstiti dovettero aspettare 2 giorni prima di rientrare in paese
Al termine del massacro, oltre alle 170 vittime accertate si registrarono oltre 1600 civili rastrellati e destinati come forza lavoro coatta in Germania.
Le vittime accertate furono 173: molti cadaveri vennero rinvenuti nudi, decapitati o impalati, compreso un feto strappato al ventre della madre uccisa.
Alcune testimonianze riportarono che gli aguzzini avevano un organetto che facevano suonare mentre uccidevano passando di casa in casa, dettaglio questo comune ad altre stragi perpetrate in zona.
All'eccidio è dedicata la canzone ''Nuvole a Vinca'' degli Stormy Six.

## Vittime
- Elda Achilli
- Veraldo Baroni
- Aldo Battaglia
- Alpina Battaglia
- Ambrosino Battaglia
- Anchise Battaglia
- Annunziata Battaglia
- Artemisio Battaglia
- Elio Battaglia
- Giovanna Battaglia
- Giuseppe Battaglia
- Illio Domenico Battaglia
- Ilvo Battaglia
- Italo Vulgo Bruno Battaglia
- Leonilda Battaglia
- Lorenzo Battaglia
- Luciana Battaglia
- Maria Battaglia
- Torello Battaglia
- Vincenza Battaglia
- Vincenzo Battaglia
- Virgiglio Battaglia
- Isabella Beggia
- Andrea Luciano Benelli
- Andreina Benelli
- Giuseppe Benelli
- Maria Benelli
- Sabatina Benelli
- Renato Bogazzi
- Livia Lidia Boni
- Maria Alba Boni
- Pietro Boni
- Rinaldo Boni
- Romano Boni
- Santina Boni
- Silvio Boni
- Adelia Borghini
- Giuseppina Borghini
- Antide Borzani
- Camillo Borzani
- Enea Borzani
- Pietro Borzani
- Alpinice Bussa
- Onelia Cagnoli
- Gino Cappe’
- Alfonsina Colonna
- Giuseppina Colonna
- Romano Colonna
- Benigno Colonnata
- Ettore Colonnata
- Francesco Colonnata
- Lidia Colonnata
- Nicolina Colonnata
- Ortensia Colonnata
- Rivieri Colonnata
- Sillo Colonnata
- Ignazio Corelo
- Gino Corleo
- Renato Duranti
- Adamo Federici
- Domenica Federici
- Domenico Federici
- Fidalma Federici
- Giovanna Federici
- Maria Federici
- Martino Federici
- Narciso Federici
- Stuarda Federici
- Vilmo Federici
- Zelmira Federici
- Giuseppe Ferlini
- Maria Ferlini
- Ersilia Ferrari
- Maria Ferrari
- Pellegrino Ferrari
- Annita Ferri
- Ovidio Folegnani
- Agostino Forfori
- Palmira Giannanti
- Anna Maria Giuntoni
- Iole Giuntoni
- Irlanda Giuntoni
- Ismene Giuntoni
- Maria Giuntoni
- Sestilia Giuntoni
- Sestilio Giuntoni
- Gisberto Janni
- Don Luigi Janni
- Norma Janni
- Angelo Lazzoni
- Ernesto Luchicchia
- Alfierina Marchi
- Domenica Marchi
- Leda Marchi
- Pietro Marchi
- Alfonsina Mariani
- Celestina Mariani
- Daria Mariani
- Maria Mariani
- Mario Mariani
- Orietta Mariani
- Alice Mattei
- Altea Mattei
- Edilia Mattei
- Girolamo Mattei
- Maria Rita Mattei
- Maria Mattei
- Mario Mattei
- Ovidia Mattei
- Paolina Mattei
- Gigliana Montagnani
- Primetta Montagnani
- Adriana Morani
- Adriano Morani
- Amedeo Morani
- Annunziata Morani
- Annunziata Morani
- Giuseppina Morani
- Leombruna Morani
- Lina Morani
- Veneranda Morani
- Giuseppe Moruzzi
- Argo Musetti
- Rosina Nuti
- Anna Orlandini
- Adriano Palagi
- Angiolina Papa
- Domenica Papa
- Ercolina Papa
- Maria Papa
- Nicola Papa
- Santina Papa
- Cleofe Pennucci
- Virginia Piastra
- Giuditta Pinelli
- Guido Pinelli
- Alfredo Poli
- Adele Quartieri
- Consiglia Quartieri
- Ines Maria Quartieri
- Maria Giovanna Quartieri
- Maria Quartieri
- Massimo Quartieri
- Maria Rani
- Giuseppe Ratti
- Angiolina Sabatini
- Giovanna Sabatini
- Bice Serponi
- Giuseppina Spagnoli
- Paolo Spagnoli
- Ida Taliani
- Giovanni Tonetti
- Un feto, tolto dal grembo di Marchi Alfierina.
- Alfonsina Venturi
- Angiolina Venturi
- Caterina Venturi
- Cleonte Venturi
- Dante Venturi
- Eglina Venturi
- Giovannina Venturi
- Linda Venturi
- Minelba Venturi

## Risvolti processuali
Il 31 ottobre 1951 il Tribunale militare territoriale di Bologna condannò Walter Reder alla pena dell'ergastolo per una serie di massacri, tra cui quello di Vinca, compiuti dalle unità al suo comando. Nel 1985 fu amnistiato dal governo Craxi I.
Giulio Lodovici fu assolto dalla Corte di Assise di Perugia con sentenza del 29 novembre 1948. Il 21 marzo 1950 il tribunale di Perugia condannò all'ergastolo undici su sessantaquattro ex-appartenenti alla Brigata Nera di Apuania finiti a processo. Le pene tuttavia vennero rapidamente diminuite in seguito all'applicazione delle varie amnistie susseguitesi nel dopoguerra.